# Le Raid Paris-New York en automobile
Le Raid New York–Paris en automobile va ser una pel·lícula muda de comèdia francesa del 1908 dirigida per Georges Méliès. Inspirada en la veritable cursa Nova York-París de 1908, que va concloure poc abans de l'estrena, el film segueix un grup de corredors a través d'una agitada sèrie d'obstacles i aventures improbables a través d'Amèrica del Nord, Rússia i Europa occidental en un cotxe de cursa poc fiable. Els estudiosos del cinema han observat paral·lelismes amb les pel·lícules anteriors de Méliès, com ara Le Voyage à travers l'impossible i Le Raid Paris-Monte Carlo en deux heures, i han comentat elements de racisme a l'escenari. No es coneix cap còpia del film conservada avui en dia.

## Trama
A Nova York, comença una cursa d'automòbils cap a París. Una gran multitud, inclosa una banda de música de l'Exèrcit de Salvació, veu els sis cotxes de cursa, inclòs un De Dion-Bouton conduït per Georges Bourcier de Saint-Chaffray, un Motobloc, un automòbil de vapor, i fins i tot una cuina sobre rodes, on un visitant negre surt de pressa abans que comenci la cursa. Els cotxes sobrepassen els precipicis de les muntanyes Rocoses, on naveguen per un pont destartalat sobre un torrent; tot i que el De Dion-Bouton passa amb facilitat sobre el pont, es trenca sota el pes del següent cotxe, que cau a l'aigua. Els altres quatre cotxes, anant massa ràpid per poder aturar-se, el segueixen per sobre del precipici. El De Dion-Bouton, ara sol, continua el viatge fins a les planes de Califòrnia, on pateix una avaria just quan és atacat per un grup d'iroquesos. Els viatgers segrestats, a punt de ser escalpats, escapen emborratxant els seus captors amb gasolina. Recuperen el cotxe només per adonar-se que, després d'haver consumit la gasolina en l'enginy, no poden engegar el motor. Prenen uns tocats iroqueses amb plomes per utilitzar-los com a veles, i transformen l'automòbil en un vagó de vela i viatgen amb el vent.
El temps empitjora i un cicló porta el cotxe cap al cel. Sobrevola Canadà i finalment fa un aterratge accidental en un riu congelat d'Alaska. Troben un cavall per tirar el cotxe i arriben a un campament de mineria d'or. Com a benvinguda, els miners els porten a fer un recorregut per una mina brillant i els donen dues caixes d'or. Els viatgers tornen a viatjar amb gossos de trineu tirant el cotxe. Arriben fins a l'estret de Bering quan els gossos esgotats i no poden anar més enllà. Una allau de gel envia el cotxe al mar, on una balena l'empassa accidentalment. La balena escup el cotxe sobre un camp de gel, on els viatgers veuen apropar-se una manada d'óssos polars. Just quan un atac sembla imminent, queda clar que els óssos vénen en pau, pensant que els viatgers coberts de pell també són óssos. Els humans i els óssos intercanvien encaixades de mans i converses, fins que s'adonen que l'aeronau Patrie éstà bufada cap a ells pel fort vent. Els viatgers corren cap a l'aeronau i reïxen subjectar una de les cordes guia al cotxe.
L'aeronau porta el cotxe a Sibèria, on alguns pobres serfs accepten tirar el cotxe per sobre del gel. Passen per pobles, on els viatgers són rebuts amb benvinguda, vodka i exhibicions de patinatge sobre gel. Arribats a Alemanya, els viatgers encara no poden fer funcionar el cotxe i fan una crida a una caravana de romanís perquè el tiri endavant. Per fi, amb el cotxe arruïnat, portats per un cotxer de cotxer de París, arriben a la meta a la Place de la Concorde, on han arribat el cap de policia Louis Lépine i el president de França a saludar-los. Els viatgers, repartint els seus records del viatge a la multitud, són portats triomfant pels carrers de París.

## Producció i llançament

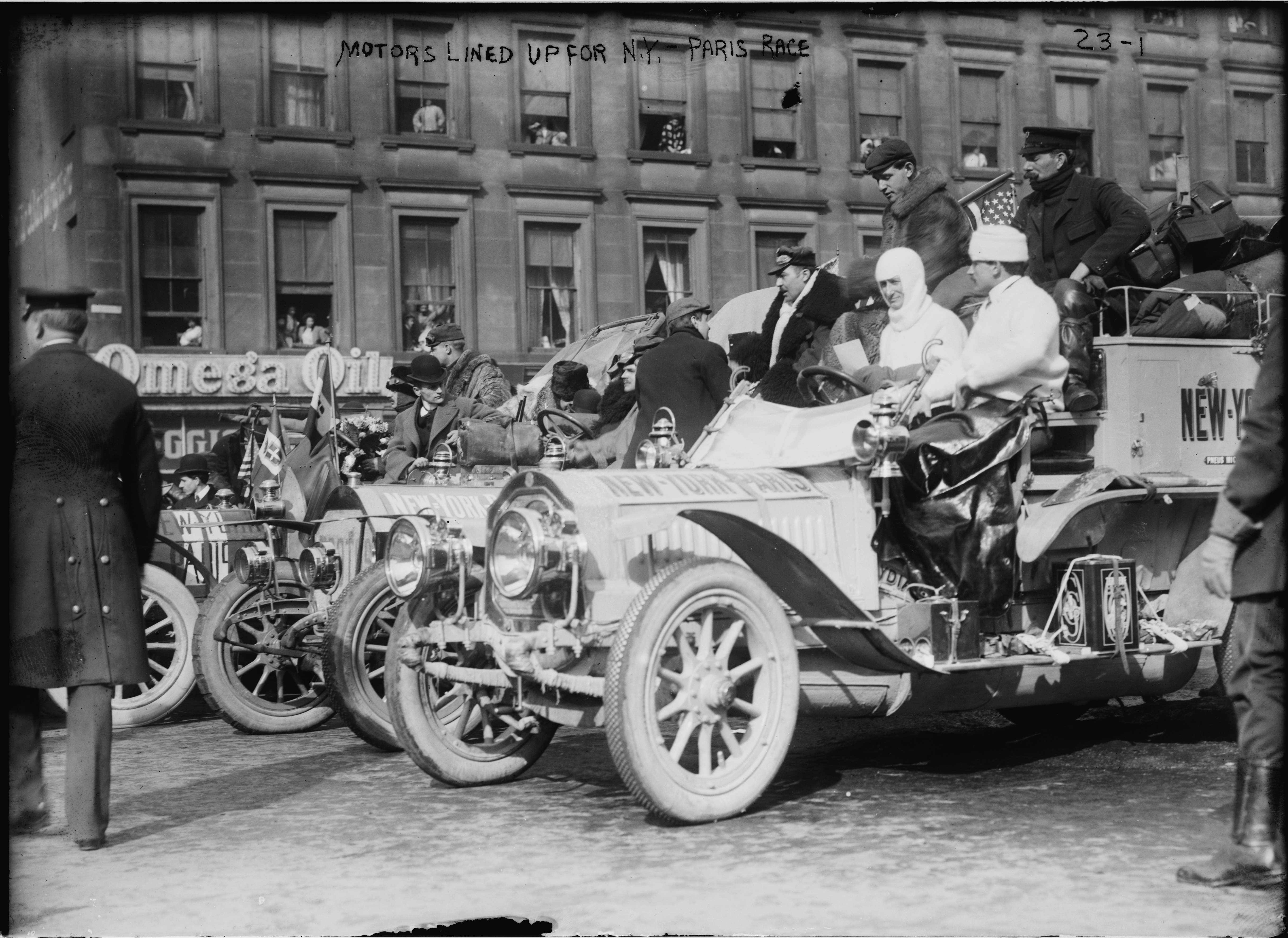
Els corredors de la cursa real de 1908 fent cua a Nova York, amb el De Dion-Bouton al davant

Al llarg de la seva carrera cinematogràfica, des de Visite sous-marine du Maine el 1898 a À la conquête du pôle de 1912, el cineasta pioner Georges Méliès va aprofitar lliurement temes d'actualitat extrets de l'actualitat; Le Raid Paris-New York en automobile és un altre exemple d'aquesta tècnica.
La cursa Nova York-París de 1908 de la vida real, patrocinada per Le Matin i The New York Times, va començar el 12 de febrer de 1908. George Schuster va ser declarat guanyador el 30 de juliol quan va arribar a París; Georges Bourcier de Saint-Chaffray, el corredor patrocinat per Jules-Albert de Dion de l'empresa De Dion-Bouton, va abandonar la cursa a Sibèria quan de Dion va decidir deixar de finançar-lo. A més de presentar Bourcier de Saint-Chaffray com a personatge principal de la pel·lícula, l'escenari de Méliès també anomena l'aeronau Patrie i, enrere a París, Louis Lépine, el Prefecte de Policia de la Prefectura de Policia de París.
Una de les pel·lícules de més succés de Méliès havia estat la comèdia de 1905 Le Raid Paris-Monte Carlo en deux heures. Va tornar al tema d'un viatge esbojarrat d'automòbil amb Le Raid Paris-New York en automobile. La trama de la pel·lícula mostra la influència de l'anterior, així com d'una altra pel·lícula d'èxit de Méliès, Le Voyage à travers l'impossible (1904). L'estudiosa del cinema Elizabeth Ezra, parlant de l'escenari supervivent de la pel·lícula, n'assenyala els matisos racistes, citant el escena en què el cotxe-cuina és visitat per un negre: «La presència mateixa d'un africà està representada com un 'contratemps' més, una molèstia que cal repel·lir». La cursa real utilitzada com a font de Méliès va tornar a la pantalla l'any 1965, quan es va adaptar a la comèdia La gran cursa. La pel·lícula es va fer majoritàriament a Méliès estudis amb sostre de vidre a Montreuil-sous-Bois; la segona, la desena i la vint-i-sisena escenes (titulades «Les couriers», «L'Alaska» i «La place de la Concorde» en material publicitari) es van rodar a l'exterior, al jardí de la propietat de Méliès.
La pel·lícula va ser estrenada el juliol de 1908 per la Star Film Company de Méliès, i té el número 1199–1217 als seus catàlegs. La pel·lícula es va anunciar com una llargada de 380 metres, que, a la velocitat de projecció preferida de Méliès de 12 a 14 fotogrames per segon, és d'uns 24 minuts. Segons un article en una revista cinematogràfica de 1912, la pel·lícula es va incloure com a atracció en una revista del Théâtre Marigny de 1908 a París.
Actualment es presumeix que Le Raid Paris-New York en automobile és perduda.